# Johannes Strickler
Johannes Strickler (* 7. Januar 1835 in Hirzel; † 8. Oktober 1910 in Bern) war ein Schweizer Staatsarchivar im Kanton Zürich und Autor.

## Leben und Arbeit
Die Ursprünge der Familie Strickler lassen sich bis ins späte 14. Jahrhundert zurückverfolgen, Johannes ist der Sohn des reformierten Seidenwebers Jakob und der Anna, geborene Schärer. Die finanziellen Verhältnisse liessen eine höhere Schulbildung eigentlich nicht zu, doch durch die Unterstützung des Ortspfarrers und später der Freimaurerloge in Zürich konnte er ab 1849 für vier Jahre die Schule im südlich von Bern gelegenen Wabern besuchen. 1853–56 schloss sich das Lehrerseminar in Küsnacht an, ab 1861 war er dort für fünf Jahre als Dozent tätig. Anschliessend schrieb und veröffentlichte Strickler verschiedene Bücher zur Schweizer Geschichte.
Mit 33 Jahren heiratete er Friedrike Musgay aus Urach in Württemberg. In den Jahren 1870 bis 1881 war er Staatsarchivar des Kantons Zürich. In dieser Zeit und auch danach war Strickler Bearbeiter verschiedener historischer Arbeiten, so beispielsweise der umfangreichen «Aktensammlung zur schweizerischen Reformationsgeschichte in den Jahren 1521–1532» die von Karl Joseph Krütli (1815–1867) begonnen und unter der Redaktion des Nachfolgers im Staatsarchiv des Kantons Zürich, Jakob Kaiser (1833–1918), herausgegeben wurde. In den Jahren 1883–1903 war er Bearbeiter der helvetischen Akten im Bundesarchiv in Bern (10 Bde., 1886–1906). 1874 erhielt er von der Universität Zürich die Ehrendoktorwürde, von Bern 1903.
Seine Tätigkeit als Archivar ist nach heutigem Ermessen fragwürdig. Als Nachfolger von Johann Heinrich Hotz (1822–1883), der zwar zwölf Jahre dort tätig war, aber wegen entscheidender Versäumnisse entlassen wurde, war er der dritte Stelleninhaber seit Gründung des Staatsarchivs 1804. Auch in dieser Zeit besserte sich das Archivwesen nicht.
1877 wurde das erste Archivreglement erlassen, um sowohl einen dokumentierten Befund der Bestände als auch einen Plan für die Gesamtarchvierung samt einem zukünftigen Aufgabenkatalog zu erhalten. Strickler sah seine Hauptaufgabe in der Durchführung des Pertinenzprinzips, vornehmlich der bislang unarchivierten Aktenbestände. Besonders zu kritisieren ist die Zerstörung von zusammenhängenden Aktenkonvoluten, deren Bindung er auflöste und zum Teil sogar zerschnitt. Auch scheute er sich nicht, weltliche und kirchliche Quellen zu Zwingli zu vereinigen und sie so zu einer künstlichen «Sammlung der bisher zerstreuten Handschriften von Zwingli» zusammenzusetzen. Die grösste Einzelsammlung waren zu seiner Zeit die Archivbestände des Spitalarchivs. Sein Nachfolger im Staatsarchiv wurde 1881 Paul Schweizer (1852–1932).

## Werke (Auswahl)
- Grundriss der Schweizergeschichte (2 Bände, 1867–68).
- Lehrbuch der Schweizergeschichte für höhere Schulen-
- Geschichte und Texte der Bundesverfassungen der schweizerischen Eidgenossenschaft von der helvetischen Staatsumwälzung bis zur Gegenwart.
- Die alte Schweiz und die helvetische Revolution.
- Die Verfassung von Malmaison. In: Politisches Jahrbuch der Schweizerischen Eidgenossenschaft. Jg. 1896, hrsg. von Carl Hilty.

Editionen:
- Actensammlung aus der Zeit der Helvetischen Republik: 1798–1803.
- Actensammlung zur schweizerischen Reformationsgeschichte in den Jahren 1521–1532 im Anschluss an die gleichzeitigen eidgenössischen Abschiede.
- Amtliche Sammlung der ältern Eidgenössischen Abschiede. Bände des Zeitraums 1521 bis 1532 der Eidgenössischen Abschiede, 1873/1876